# Сулаж (коммуна)
Сула́ж (фр. и окс. Soulages) — коммуна во Франции, находится в регионе Овернь. Департамент — Канталь. Входит в состав кантона Рюин-ан-Маржерид. Округ коммуны — Сен-Флур.
Код INSEE коммуны — 15229.
Коммуна расположена приблизительно в 430 км к югу от Парижа, в 80 км южнее Клермон-Феррана, в 70 км к востоку от Орийака.

## Население
Население коммуны на 2008 год составляло 83 человека.
| 1962 | 1968 | 1975 | 1982 | 1990 | 1999 | 2008 |
| ---- | ---- | ---- | ---- | ---- | ---- | ---- |
| 172  | 182  | 151  | 129  | 107  | 101  | 83   |

## Администрация
| Период | Период | Фамилия          | Партия | Примечания |
| ------ | ------ | ---------------- | ------ | ---------- |
| 2001   | 2008   | Кристьян Прадаль |        |            |
| 2008   |        | Жан-Клод Мартен  |        |            |

## Экономика

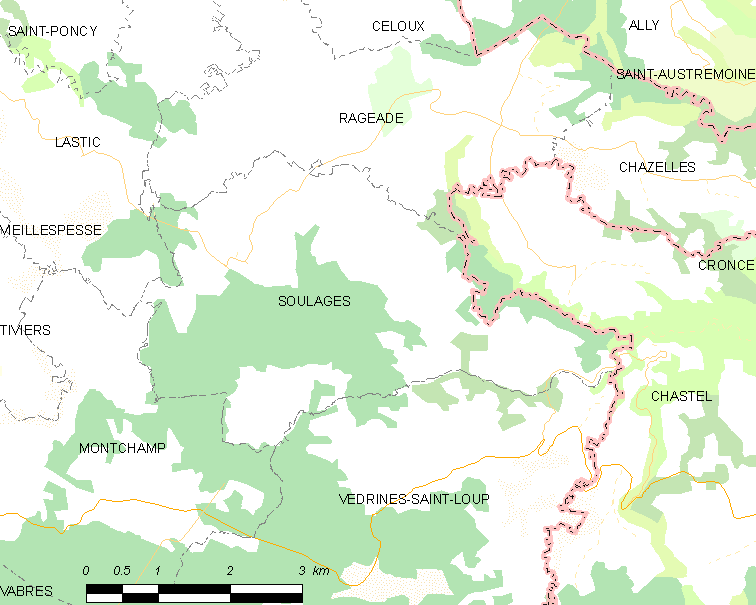
Карта коммуны

В 2007 году среди 48 человек в трудоспособном возрасте (15—64 лет) 29 были экономически активными, 19 — неактивными (показатель активности — 60,4 %, в 1999 году было 71,0 %). Из 29 активных работали 27 человек (17 мужчин и 10 женщин), безработными были 2 мужчин. Среди 19 неактивных 7 человек были учениками или студентами, 9 — пенсионерами, 3 были неактивными по другим причинам.